# Eduardo García Guerra
Eduardo García Guerra (Granada, 1827-1891) va ser un pintor andalús.
Va néixer a Granada el 1827. Va iniciar la seva formació artística a la seva ciutat natal i, posteriorment, va continuar-la a Madrid, a la Reial Acadèmia de Belles Arts de Sant Ferran. Allà va ser alumne de José i Federico de Madrazo i de Carlos Luis de Ribera. Allà, el 1848 va pintar un retrat del rei visigot Sigeric per a la Sèrie Cronològica dels Reis d'Espanya, un projecte que estava sota la direcció del seu mestre José de Madrazo.

Vers 1853 es va traslladar a París, on va continuar la seva formació en el taller de Charles Gleyre. Allà va decantar-se per la pintura de tema històric. Retornat a Espanya, va participar diversos certàmens de l'Exposició Nacional de Belles Arts. El 1856 va presentar un dels episodis de la història de Diego Laínez, en la 1864 La desesperació de Judes, una obra de caràcter religiós, que va ser premiada amb una menció honorífica. La darrera vegada va ser el 1876, amb l'obra Una lila.

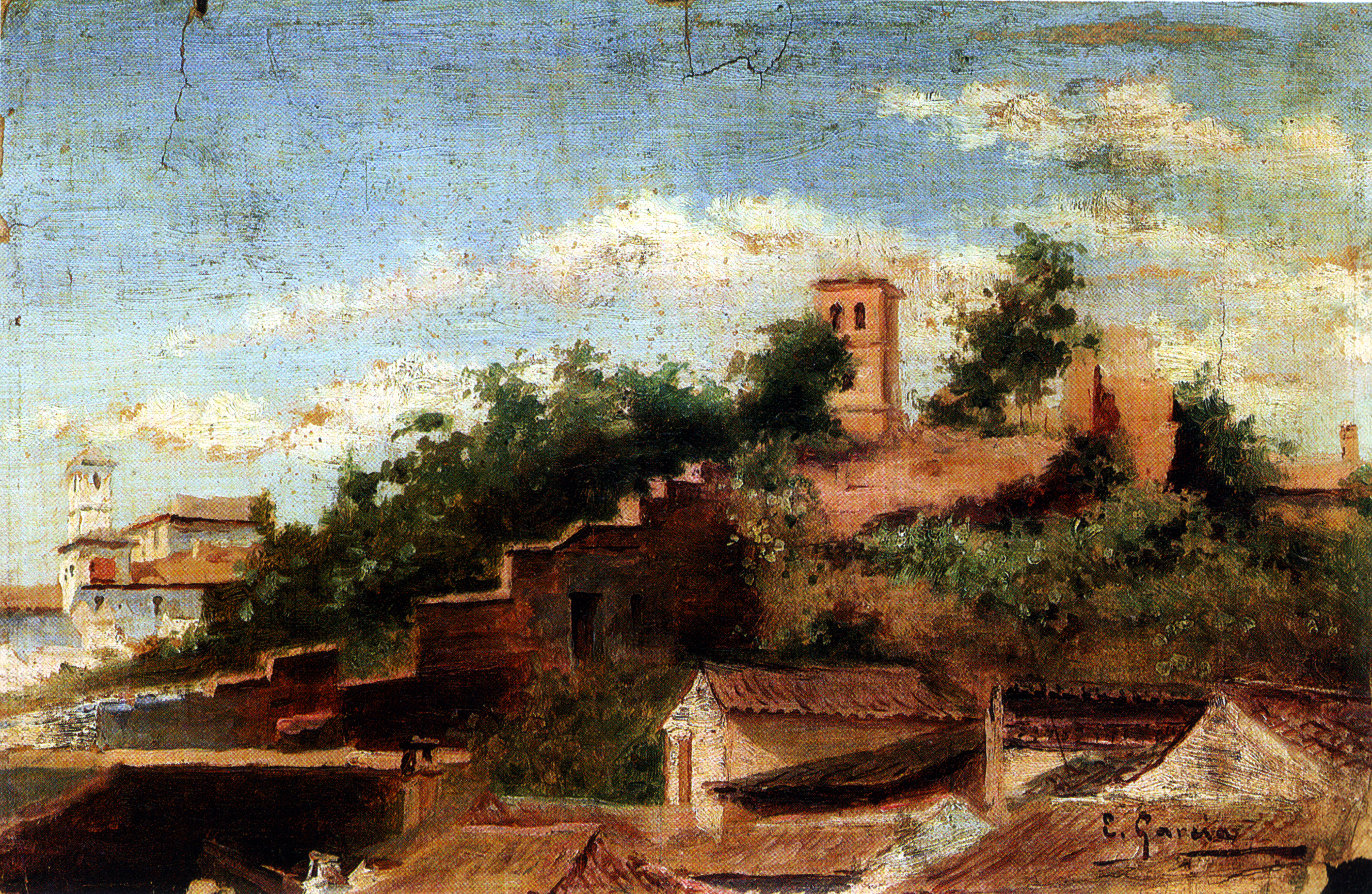
Esglésies de San Nicolás i San Miguel Alto de Granada.

Posteriorment va tornar a Granada. Va formar part de la secció d'arts del Liceu de Granada abans i després de la revolució de 1868. Al llarg dels anys va presentar diverses obres en aquesta entitat, que van ser molt apreciades i que li van valer el títol de soci d'honor. El 1867 va rebre una medalla de plata per una aquarel·la un dels certàmens de la institució. A partir de 1888 va formar part de jurats de concursos i exposicions locals al Centre Artístic de Granada.
També va ser professor auxiliar en una escola d'arts, on va tenir una sou modest, a més d'ensenyar en algun moment al col·legi d'escolapis. Entre els seus deixebles destaquen Valentín Barrecheguren i Francisco de Paula de Valladar, que van sentir gran estimació pel seu mestre.
Val a dir que bona part de la seva obra anà a mans de particulars, també decorà els sostres dels teatres Cervantes i Isabel la Católica de Granada. Hom afirma que va ser precursor de l'estil pictòric que Marià Fortuny va influenciar a Granada durant la seva estada.
Segons el seu deixeble Valladar, que escriu al diari La Alhambra, García Guerra va morir el 1891.